# Blaine (Wisconsin)
Blaine – miasto w Stanach Zjednoczonych, w stanie Wisconsin, w hrabstwie Burnett.